# Internationale Filmfestspiele von Venedig 2005

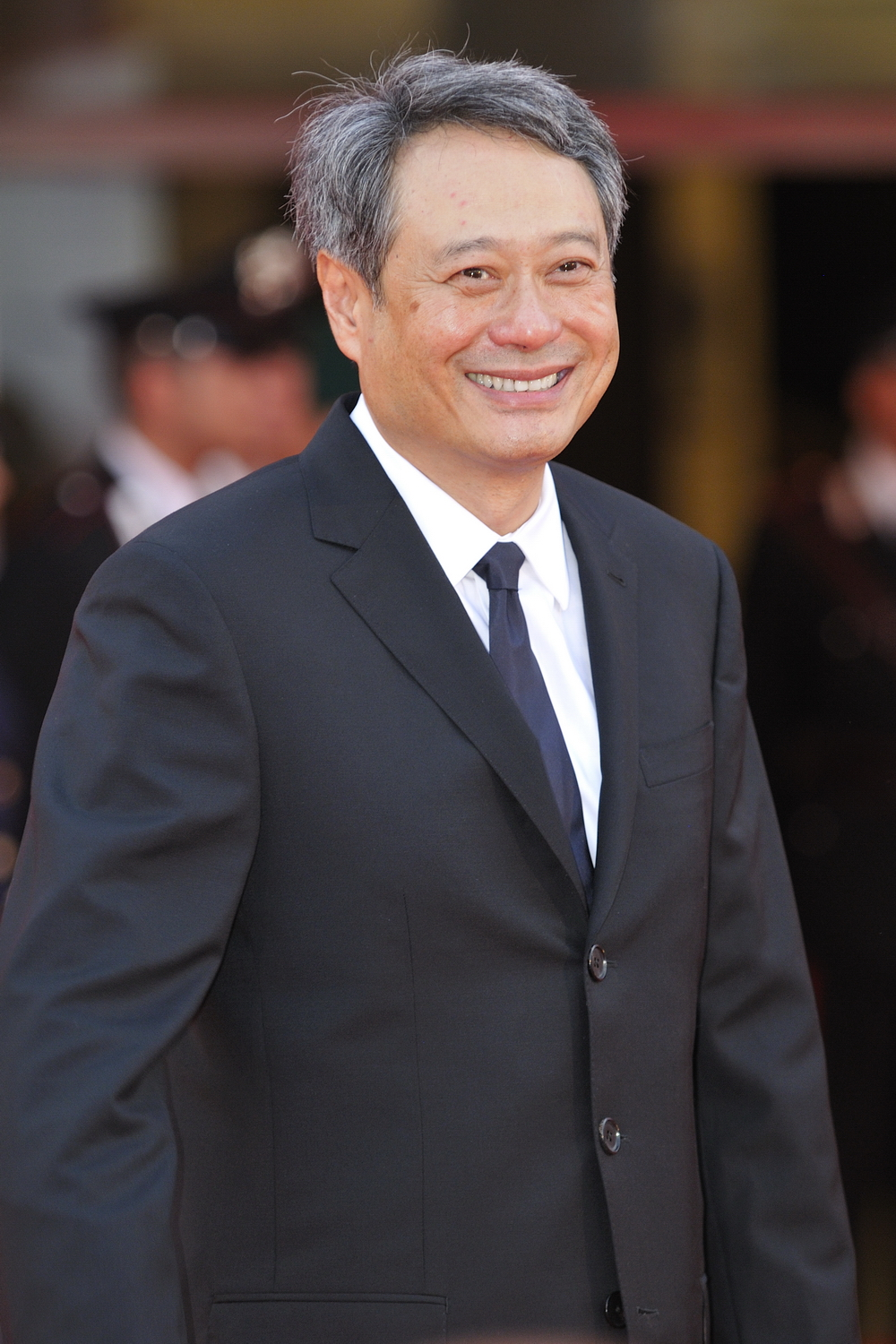
Ang Lee gewann mit Brokeback Mountain in diesem Jahr den Goldenen Löwen

Vom 31. August bis zum 10. September 2005 fanden die 62. Filmfestspiele von Venedig statt.
Es wurden Preise in vier Kategorien (Wettbewerb, Kurzfilme, "Horizonte", Debütfilm) vergeben.

## Jury
In diesem Jahr war der italienische Szenenbildner Dante Ferretti Jurypräsident. Er stand einer Jury mit folgenden Mitgliedern vor: Cheng Ah, Claire Denis, Edgar Reitz, Emilíana Torrini, Christine Vachon und Amos Gitai.

## Spielfilm
Am Wettbewerb der Hauptkategorie nahmen internationale Spielfilme im 35mm- oder Digitalformat teil. Vergeben wurden neun Preise:
| Preis                                                   | Film                                        | Deutscher Titel | Preisträger                        |
| ------------------------------------------------------- | ------------------------------------------- | --------------- | ---------------------------------- |
| Goldener Löwe (bester Film)                             | Brokeback Mountain                          |                 | Ang Lee                            |
| Silberner Löwe (beste Regie)                            | Les amants réguliers                        | Unruhestifter   | Philippe Garrel                    |
| Spezialpreis der Jury                                   | Mary                                        |                 | Abel Ferrara                       |
| Coppa Volpi (bester Darsteller)                         | Good Night, and Good Luck. (George Clooney) |                 | David Strathairn                   |
| Coppa Volpi (beste Darstellerin)                        | La bestia nel cuore (Cristina Comencini)    |                 | Giovanna Mezzogiorno               |
| Marcello-Mastroianni-Preis (bester Nachwuchsdarsteller) | Vers le sud (Laurent Cantet)                |                 | Ménothy Cesar                      |
| Osella (technisch bester Beitrag)                       | Unruhestifter (Philippe Garrel)             |                 | William Lubtchansky als Kameramann |
| Osella (bestes Drehbuch)                                | Good Night, and Good Luck (George Clooney)  |                 | George Clooney und Grant Heslov    |
| Leone Speciale für ihr Lebenswerk                       |                                             |                 | Isabelle Huppert                   |

## Kurzfilm –Corto Cortissimo
In der Kategorie Kurzfilm traten Beiträge mit einer Länge von höchstens 30 Minuten an.
Der Corto Cortissimo Citroën Lion für den besten Kurzfilm ging an Xiaozhan (Small Station) von Lin Chien-ping. Der UIP-Preis für den besten europäischen Kurzfilm wurde Max Jacoby für Butterflies (Schmetterlinge) verliehen. Mit dem Spezialpreis wurde der Film Layla Afel von Leon Prudovsky ausgezeichnet.

## Horizonte –Orizzonti
Horizonte soll ein Bild neuer Trends in der Filmkunst liefern. Den Orizzonti-Preis erhielt Lech Kowalski für East of Paradise. Mit dem Orizzonti-Dokumentarfilmpreis wurde Perwye na lune (The First On The Moon) von Alexei Fedortschenko geehrt.

## Luigi-De-Laurentiis-Preis für einen Debütfilm
Aus allen Debütfilmen voller Spielfilmlänge, die in den verschiedenen Bereichen der Festspiele zu sehen sind, wird der Preisträger des Löwen der Zukunft, des Luigi-De-Laurentiis-Preises bestimmt. Ausgezeichnet wurde 13 Tzameti von Géla Babluani.